# تكريت (عكار)
تكريتهي قرية لبنانية من قرى قضاء عكار في محافظة الشمال.